# Michelle Hurst
Michelle Hurst (* 1. června 1942 New York) je americká televizní a filmová herečka. Její nejznámější rolí je Claudette Pelage v první sérii dramatického seriálu Holky za mřížemi.

## Životopis
Narodila se v Brooklynu v New Yorku. V roce 1974 absolvovala na Mount Holyoke College. Svou hereckou kariéru započala v divadle a v devadesátých letech se začala objevovat v televizi a filmu. Mnohokrát se objevila v seriálu Právo a pořádek. Ztvárnila vedlejší role ve snímcích Rockeři, Smoke, Druhá nebo první a Sherrybaby.
V roce 2013 si zahrála roli slečny Claudette Pelage v první sérii seriálu Netflixu, Holky za mřížemi. Tato role ji vynesla, společně s hlavním obsazením, cenu Satellite Award pro nejlepší obsazení televizního seriálu. Seriál opustila po první sérii. Koncem roku 2013 byla vážně zraněna při dopravní nehodě. Lékaři ji uvedli do šestnáctidenního spánku, aby mohli operovat v blízkosti její páteře.
V lednu 2015 se objevila ve třetí sérii britského dramatického seriálu Last Tango in Halifax.

## Filmografie

### Film
| Rok  | Název                         | Role                       |
| ---- | ----------------------------- | -------------------------- |
| 1989 | Narozen 4. července           | Druhá reportérka           |
| 1994 | Rockeři                       | Yvonne                     |
| 1995 | Smoke                         | teta Em                    |
| 1995 | Vztek                         | statistička                |
| 1996 | Střelila jsem Andyho Warhola  | manažerka Nedicks          |
| 1997 | Vraždy po internetu           | Kate                       |
| 1998 | Druhá nebo první              | zdravotní sestra           |
| 2001 | Návštěvníci: Cesta do Ameriky | makléřka                   |
| 2003 | Piková trojka                 | učitelka                   |
| 2003 | Life on the Line              | doktorka Morganová         |
| 2004 | Poster Boy                    | profesorka Silverová       |
| 2006 | Sherrybaby                    | Dorothy Washington         |
| 2008 | Zalknutí                      | Urostlá zdravotní sestra   |
| 2010 | A Little Help                 | Eileen                     |
| 2010 | V lepší společnosti           | hlasatelka zpráv           |
| 2011 | Nechápu, jak to dokáže        | zdravotní sestra           |
| 2012 | Frances Ha                    | majitelka divadla          |
| 2016 | Hard Sell                     | zdravotní sestra Parkerová |

### Televize
| Rok  | Název                                     | Role                            | Poznámky                         |
| ---- | ----------------------------------------- | ------------------------------- | -------------------------------- |
| 1995 | New York Undercover                       | paní Ellisová                   | epizoda: „Brotherhood"           |
| 1995 | Zprávy z New Yorku                        | zdravotní sestra na pohotovosti | epizoda: „Welcome Back Cotter"   |
| 1996 | Právo a pořádek                           | paní Nevinsová                  | epizoda: „Corpus Delicti"        |
| 1997 | Právo a pořádek                           | ochránkyně veřejných práv       | epizoda: „We Like Mike"          |
| 1998 | Právo a pořádek                           | doručovatelka pizzy             | epizoda: „Monster"               |
| 2000 | Zákon a pořádek: Útvar pro zvláštní oběti | Gloria Milton                   | epizoda: „The Third Guy"         |
| 2000 | Cosby                                     | paní Summersová                 | epizoda: „Thursday's Child"      |
| 2000 | Sex ve městě                              | zdravotní sestra                | epizoda: „Running with Scissors" |
| 2000 | Zákon a pořádek: Útvar pro zvláštní oběti | sociální pracovnice             | epizoda: „Legacy"                |
| 2001 | Právo a pořádek                           | Simone Adams                    | epizoda: „School Daze"           |
| 2002 | Zákon a pořádek: Zločinné úmysly          | Audrey                          | epizoda: „The Pilgrim"           |
| 2003 | Zákon a pořádek: Útvar pro zvláštní oběti | Vita Weldon                     | epizoda: „Desperate"             |
| 2004 | Zachraň mě                                | pracovnice                      | epizoda: „Revenge"               |
| 2004 | Třetí hlídka                              | soudkyně Connie Allen           | epizoda: „Leap of Faith"         |
| 2009 | Dobrá manželka                            | soudkyně Hester James           | epizoda: „Home"                  |
| 2010 | Spravedlnost v krvi                       | radní Collinsová                | epizoda: „Re-Do"                 |
| 2012 | Okrsek 22                                 | náměstkyně Rosalind Adamczyk    | epizoda: „Samaritans"            |
| 2013 | Holky za mřížemi                          | slečna Claudette Pelage         | 12 epizod                        |
| 2014 | Broad City                                | Mary                            | epizoda: „Destination Wedding"   |
| 2015 | Last Tango in Halifax                     | Ginika                          | epizoda: „#3.4"                  |
| 2015 | Zákon a pořádek: Útvar pro zvláštní oběti | hospodyně                       | epizoda: „December Solstice"     |